# Arie Dirk Bestebreurtje
Arie Dirk Bestebreurtje (* 12. April 1916 in Rotterdam, Niederlande; † 21. Januar 1983 in Charlottesville, Virginia, USA) war ein niederländischer Eisschnellläufer und Reserve-Major der Königlichen Niederländischen Infanterie. Während des Zweiten Weltkrieges meldete er sich freiwillig beim britischen Special Operations Executive (SOE) in England und wurde Hauptmann eines Jedburgh-Teams. Als Verbindungsoffizier unterstützte er die 82. Airborne Division bei der Operation Market Garden und den britischen Special Air Service (SAS) bei der Operation Amherst.
Seinen Spitznamen „Captain Harry“ erhielt er von den britischen und amerikanischen Militäreinheiten, da sie seinen Nachnamen nicht aussprechen konnten. Nach dem Krieg wanderte er in die USA aus und wurde Pastor der Presbyterian Church (U.S.A.).
In dem Film „Die Brücke von Arnheim“ (A Bridge Too Far) von 1977 wird er von dem Schauspieler Peter Faber dargestellt.

## Biografie

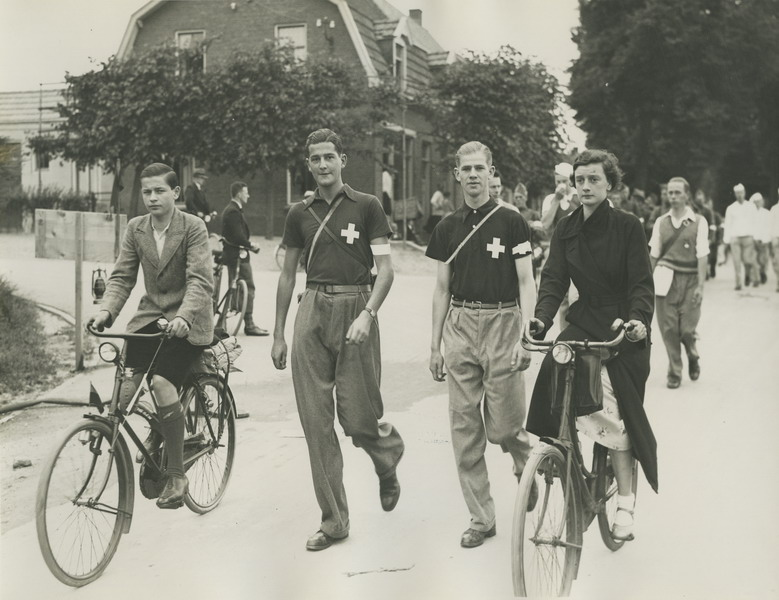
A.D. Bestebreurtje (l) und A. Hürlimann (r) wandern als Schweizer Teilnehmer beim 26. Nijmeger Viertagesmarsch 1936.

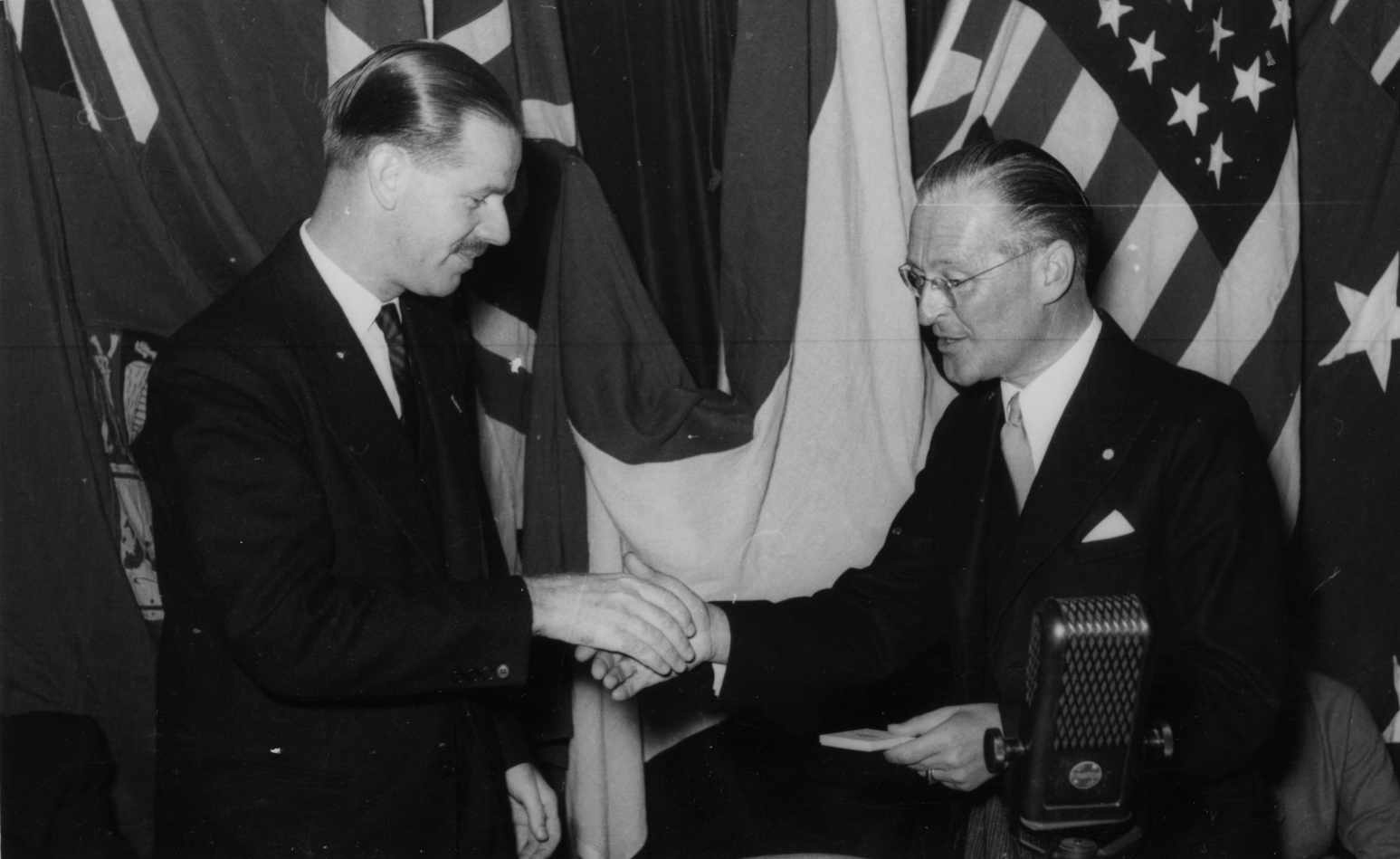
Festliches Treffen der Nijmegener Kriegsinvaliden, organisiert vom „17.-September-Komitee“ des Nijmegener Handelsverbandes Bürgermeister Hustinx (r) gibt Major Bestebreurtje (l) die Hand

Arie Dirk Bestebreurtje wurde am 12. April 1916 in den Niederlanden geboren. Seine Eltern waren Anton Dirk und Hermanna Worst Bestebreurtje. Er hatte drei Geschwister, sein Vater war Geschäftsmann. Einige Zeit lebte die Familie in Berlin und zog 1935 in die Schweiz um. Dort studierte Arie Bestebreurtje in Zürich Jura und wurde leidenschaftlicher Schlittschuhläufer. Zweimal qualifizierte er sich als Eisschnellläufer für die Olympischen Spiele und war bei den Winterspielen 1936 in Garmisch-Partenkirchen Ersatzmann des niederländischen Teams, wurde allerdings nicht eingesetzt. 1940 wurden die Spiele wegen des Ausbruchs des Zweiten Weltkrieges abgesagt. Bei den Nationalen Meisterschaften im Eisschnelllauf 1941 wurde er in Davos Schweizer Landesmeister.
1940 erhielt er das Diplom für Internationales Wirtschaftsrecht und heiratete seine australische Studienkollegin Gertrude Maud Bersch, die er in Berlin kennen gelernt hatte. Nachdem er erfuhr, dass die Deutschen die Niederlande besetzt hatten, wanderte er mit seiner Frau über Spanien und Portugal nach England aus. Seine Eltern und seine drei Geschwister flohen in die Vereinigten Staaten nach New York. Als Angehöriger der Methodistenkirche war man unter der Naziherrschaft starken Gefahren ausgesetzt und landete schnell im Arbeitslager. Als Engelandvaarder schloss sich Arie Dirk Bestebreurtje dem Niederländischen Widerstand an und trat im Frühjahr 1941 in die Royal Netherlands „Princess Irene“ Brigade ein, einer der britischen Armee angeschlossenen Exil-Einheit der Niederlande. Dort besuchte er zwischen 1941 und 1942 die Royal Military Academy Sandhurst bei London.
Nach seiner Ausbildung wurde er Hauptmann eines multinationalen Jedburgh-Kommando-Teams. Die Operation Jedburgh war eine Geheimdienstoperation und unterstand dem American Office of Strategic Services (OSS). Seine beiden Teamkollegen waren Leutnant George Verhaeghe und Tech-Sergeant Willard „Bud“ Beynon, beides Amerikaner. Ihre Aufgabe war es die einzelnen Widerstandsgruppen in Nijmegen und Umgebung zu unterstützen und zu mobilisieren. In Bestebreurtjes Verantwortungsbereich fiel dabei auch die Unterstützung der 82. Airborne Division als Verbindungsoffizier in Groesbeek. Aus seinen Jugendtagen kannte er die Gegend vom Radfahren und Wandern. Während der Planung zur Operation Market Garden arbeitete er vorwiegend mit den Briten zusammen, wurde aber dann, einige Tage vor dem Angriffsbefehl, zur 82. geschickt. Dabei lernte er General James M. Gavin kennen und rettete ihm bei einer Erkundungsmission das Leben. Da die Amerikaner seinen Nachnamen Bestebreurtje nicht aussprechen konnten, nannten sie ihn einfach „Captain Harry“.
Während seinen Missionen bei Geheimdienst und Militär wurde Arie Dirk Bestebreurtje mehrfach verwundet und geriet oft in Lebensgefahr Als verdeckter Spion verbrachte er einige Zeit hinter den deutschen Linien. Bei seinen Einsätzen wurde er dreimal angeschossen, verletzte sich schwer an Händen, Ellenbogen und am Bein und geriet zweimal in deutsche Gefangenschaft. Er konnte jedoch jedes Mal ausbrechen und fliehen. Aber auch einige gut gemeinte „Ausrüstungsinnovationen“ hätten ihn beinahe das Leben gekostet. Fallschirmspringer wurden von den Briten mit einer rucksackgroßen „Leg Bag“ ausgestattet. In ihr wurden die Ersatzausrüstung und die Waffen verstaut. Der Transportsack hatte ein knapp 5 m langes Seil, mit dem der Beutel abgelassen werden konnte. Beim Öffnen des Fallschirms löste sich die Wicklung und das Gepäck baumelte unter dem Fallschirmspringer. Damit sollte verhindert werden, dass der Springer bei der Landung durch das Gewicht belastet wurde. Oft kam es vor, dass das Seil durch den Öffnungsschock zerriss und das Gepäck irgendwo weitab des Einsatzortes liegen blieb.
Bei der Operation Amherst vom 7. auf den 8. April 1944, als Captain Harry aus dem Flugzeug sprang, verfing sich das Seil und wickelte sich samt 50 kg Gepäck um seinen Hals. Bei einer Höhe von unter 200 m gelang es ihm sich auf die Landung vorzubereiten. Mitsamt Transportsack prallte er auf den Boden und merkte, dass er sich dabei das Sprunggelenk gebrochen hatte. Es gelang ihm, sich zu verstecken, um nicht Opfer der Schussanlagen zu werden. Schon bald merkte er, dass er mitten im Konzentrationslager Westerbork gelandet war, welches bei der Mission befreit werden sollte. In dem Lager wurden 400 Niederländer und 500 Juden gefangen gehalten. Geplant war, die Operation Amherst von Hooghalen aus zu starten. Bestebreurtje sollte als orts- und sprachkundiger Führer die Befreier dort unauffällig hinbringen. Kamen Truppen der Alliierten dem geheimen Lager zu nahe, bestand die Gefahr, dass die Lagerleitung alle Insassen tötete. Durch die schlechten Wetterbedingungen wurden die Fallschirmspringer abgetrieben und es war unmöglich Kontakt mit seiner Einheit aufzunehmen. Nachdem Leg Bag und Fallschirm von der Lagerpatrouille entdeckt wurden, heulten Sirenen auf und Suchtrupps wurden ausgesandt. Trotz seiner schweren Verletzung und ohne Essen und Trinken, gelang es Bestebreurtje mehrere Tage unentdeckt zu bleiben, aus dem Gefangenenlager zu kommen und einen Bauernhof des Widerstands zu erreichen. Obwohl selbst auf dem Land extreme Nahrungsmittelknappheit herrschte, versteckte der Landwirt Schutten auf seinen Hof elf Menschen vor den Nationalsozialisten. Jetzt kam auch noch der schwer angeschlagene Bestebreurtje hinzu. Kurz darauf kam ein Transporter vom Deutschen Roten Kreuz und versorgte den Hof mit Lebensmittelpackungen und kümmerte sich um den Verletzten. Bestebreurtje wartete auf Soldaten der Gegenseite und seine Festnahme, was jedoch nicht geschah. Am 12. April 1944 wurden die Region Drenthe und das KZ Westerbork von den kanadischen Streitkräften befreit.
Nach dem Krieg wanderte Bestebreurtje zu seiner Familie nach New York aus, wo zwischenzeitlich auch schon seine Frau und seine Kinder lebten. Dort gründete er eine erfolgreiche Kanzlei für internationales Wirtschaftsrecht. Die Büroarbeit erfüllte ihn jedoch nicht und bedingt durch die prägenden Eindrücke während des Krieges, beschloss Bestebreurtje ein Theologiestudium zu beginnen. 1952 wurde er ehrenvoll aus dem Militärdienst entlassen und amerikanischer Staatsbürger. Nach seiner Ordination wurde er Pastor der Presbyterian Church (U.S.A.) und arbeitete ab 1957 zuerst in Louisville, Kentucky und ab 1966 in Charlottesville, Virginia. 1981 ging er in Rente.
Am 20. Januar 1983 brach er beim Schlittschuhlaufen im Eis eines kleinen Teiches ein und ertrank. Er wurde 66 Jahre alt. Sein Grab befindet sich im Monticello Memorial Park in Albemarle County, Virginia.
Arie Dirk Bestebreurtje war 41 Jahre mit seiner Frau Gertrude Maud verheiratet. Zusammen hatten sie vier Kinder. Sie starb am 11. April 1999 im Alter von 83 Jahren.

## Auszeichnungen
Neben den vielen sportlichen Ehrungen und Medaillen erhielt er für seine Dienste und seinen Mut im Zweiten Weltkrieg zahlreiche Orden. Mit 18 der höchsten internationalen Auszeichnungen war Arie Dirk Bestebreurtje nach General Dwight D. Eisenhower der am häufigsten ausgezeichnete Soldat in den USA.
| Land | Orden                                                   | Beschreibung                                                                                           | Verliehen am:    | Einheit                                                                                  | Rang                     | Bild |
| ---- | ------------------------------------------------------- | --- | ---------------- | ---------------------------------------------------------------------------------------- | ------------------------ | ---- |
| NL   | Bronzen Kruis (BK)                                      | Bronzekreuz (BK)                                                                                       | 30. März 1945    | Infanteriewaffe                                                                          | Reservehauptmann         |      |
| US   | Legion of Merit-Offizier (LoM-O)                        | US-Verdienstorden                                                                                      | 13. August 1945  | Wappen der Infanterie, niederländischer Verbindungsoffizier der 82. US Airborne Division | Reservehauptmann         |      |
| GB   | Member of the Order of the British Empire (MBE)         | Mitglied des Ordens des British Empire (MBE), Britischer Verdienstorden.                               | 4. Dezember 1945 | Wappen der Infanterie, Büro des Generalstabs                                             | Temporärer Reserve-Major |      |
| US   | Purple Heart                                            | Amerikanische Tapferkeitsmedaille, Bestebreurtje erhielt es zweimal.                                   | 21. Juli 1947    | Wappen der Infanterie, Büro des Generalstabs                                             | Temporärer Reserve-Major |      |
| FR   | Croix de Guerre 1939–1945                               | Französisches Kriegskreuz 1939–1945                                                                    | 9. Juli 1949     | 2. Infanterieregiment, Infanteriewaffe                                                   | Reserve-Major            |      |
| NL   | Ridder vierde klasse der Militaire Willems Orde (MWO.4) | Ritter 4. Klasse des Militär-Wilhelms-Ordens (MWO.4) Verliehen für die Operation Market Garden.        | 23. Oktober 1952 | Verbindungsoffizier der 82. US Airborne Division, Stab / SOE / BBO, Waffe der Infanterie | Reserve-Major            |      |
| NL   | Oorlogsherinneringskruis (OHK)                          | Kriegsgedenkkreuz (OHK) mit zwei Schnallen                                                             |                  |                                                                                          |                          |      |
| NL   | Verzetsherdenkingskruis (VHK)                           | Widerstandskreuz (VHK)                                                                                 |                  |                                                                                          |                          |      |
| GB   | 1939–1945 Star                                          | Kampagnenmedaille während Battle of Britain im WW2                                                     |                  |                                                                                          |                          |      |
| GB   | France & Germany Star                                   | Kapagnenmedaille für operative Dienste in Frankreich, Belgien, den Niederlanden und Deutschland, D-Day |                  |                                                                                          |                          |      |
| GB   | War Medal 1939–1945                                     | Kriegsmedaille für Angehörige der Streitkräfte des britischen Commonwealth                             |                  |                                                                                          |                          |      |

## Sonstiges
1953 trat Arie Dirk Bestebreurtje zusammen mit Dirk Button in der Clownerie-Ice-Show „Ice Capades“ in New York City auf.
Im Film „Die Brücke von Arnheim“ von 1977 wird Arie Dirk Bestebreurtje von dem Schauspieler Peter Faber dargestellt. Mit der Besetzung im Film war Bestebreurtje allerdings nicht ganz zufrieden. Für ihn sah Peter Faber aus wie ein Schluck Wasser in der Kurve.
Das Nationale Befreiungsmuseum 1944–1945 (Freiheitsmuseum) in Groesbeek verdankt Hauptmann Bestebreurtje einen maßgeblichen Anteil an seiner Verwirklichung. Seine Uniform und die Medaille des Militär-Wilhelms-Ordens werden dort aufbewahrt.
Ebenfalls in Groesbeek ist eine Straße nach ihm benannt. Der Kapitein-Arie-Bestebreurtje Pad befindet sich im Ortsteil Klein-Amerika am ehemaligen Landeplatz der 82. Airborne Division.